# Соренто (Флорида)
Соренто (енгл. Sorrento) насељено је место без административног статуса у америчкој савезној држави Флорида.

## Демографија
По попису из 2010. године број становника је 861, што је 96 (12,5%) становника више него 2000. године.
| Група             | 2000.       | 2010.       |
| Белци             | 608 (79,5%) | 558 (64,8%) |
| Афроамериканци    | 6 (0,8%)    | 21 (2,4%)   |
| Азијати           | 0 (0,0%)    | 2 (0,2%)    |
| Хиспаноамериканци | 133 (17,4%) | 262 (30,4%) |
| Укупно            | 765         | 861         |